# Pilopogon tiquipayae
Pilopogon tiquipayae là một loài Rêu trong họ Dicranaceae. Loài này được Herzog miêu tả khoa học đầu tiên năm 1916.